# Поленов, Василий Дмитриевич
Васи́лий Дми́триевич Поле́нов (20 мая [1 июня] 1844, Санкт-Петербург — 18 июля 1927, усадьба Борок, Тульская область) — русский живописец, один из наиболее значимых художников пореформенной эпохи, педагог; мастер исторической, пейзажной и жанровой картины, новатор техники пленэра. Академик (с 1876), профессор (с 1892) и действительный член (с 1893; по новому уставу) Императорской Академии художеств. Член Товарищества передвижников (с 1878). Народный художник РСФСР (1926).

## Молодые годы
Василий Поленов и его сестра-близнец Вера были первенцами в многодетной, культурной дворянской семье. Он родился 20 мая (1 июня) 1844 года в Санкт-Петербурге. Его отец Дмитрий Васильевич Поленов, сын академика русской словесности Василия Алексеевича Поленова, внук Алексея Яковлевича Поленова, юриста и правоведа XVIII века, был известным дипломатом, археологом и библиографом. Мать Мария Алексеевна, урождённая Воейкова, писала книги для детей, занималась живописью; в молодости она брала уроки у академика К. А. Молдавского, ученика Карла Брюллова. Дядя художника М. В. Поленов (1823—1882) был сенатором, одним из реформаторов судебной системы Российской империи.
Первые детские впечатления Поленова о девственной природе были связаны с Олонецким краем. Родители привезли Поленова в имение Имоченицы в Олонецкой губернии, когда ему исполнилось десять лет. Свои впечатления об этом восхитительном уголке вепсской природы художник воплотил в картинах: «Холмы» (1861), «Закат» (1869), «Северная изба» (1870), «Переправа через реку Оять» (1872). Ряд картин художник посвятил Имоченицам: «Усадьба в Имоченицах», «Имоченицы зимой», «Бабушкин сад». Всего здесь он написал 37 картин.
Однако самыми яркими детскими впечатлениями были поездки в Ольшанку Тамбовской губернии, где находилось родовое имение его бабушки по материнской линии Веры Николаевны Воейковой. Вера Николаевна, дочь известного архитектора Николая Львова, воспитанная после ранней смерти родителей в доме Гаврилы Державина, хорошо ориентировалась в русской истории, знала народную поэзию, любила рассказывать внукам русские народные сказки, былины, предания. В этой атмосфере сформировался художественный вкус Поленова. Воейкова всячески развивала увлечение внуков живописью, поощряла творческое честолюбие, устраивала среди детей конкурсы с серьёзными темами для работ («Суд царя Соломона», «Иисус Навин у стен Иерихона» и др.), присуждая как в академиях, за лучшую работу «медаль».
Наиболее одарёнными среди детей Поленовых оказались двое: старший сын Василий и младшая дочь Елена, ставшие впоследствии настоящими художниками. Детям были наняты педагоги по живописи из Академии художеств. Встреча с П. П. Чистяковым стала судьбоносной для таланта Поленова. Чистяков обучал рисунку и основам живописи Поленова и его сестру в 1856—1861 годах, сам будучи ещё студентом Академии художеств. С самых первых занятий преподаватель требовал от учеников пристального изучения натуры.
В 1861—1863 годах Поленов учился в Олонецкой губернской мужской гимназии в Петрозаводске. В память об этом на здании установлена мемориальная доска.
В 1863 году окончил гимназию и поступил вместе с братом Алексеем на физико-математический факультет Императорского Санкт-Петербургского университета. По вечерам Поленов в качестве вольноприходящего ученика посещал Императорскую Академию художеств; занимался не только в рисовальных классах, но и слушал лекции по анатомии, строительному искусству, начертательной геометрии, истории изящных искусств. В Академии его учителями были А. Т. Марков, П. В. Басин, П. М. Шамшин, А. Е. Бейдеман, К. Б. Вениг. Поленов был постоянным посетителем оперного театра и концертов, увлекался музыкой Вагнера, сам пел в студенческом хоре Академии, сочинял музыкальные произведения.
Вскоре Поленов стал постоянным учеником натурного класса Академии художеств. Затем временно оставил университет, полностью погрузившись в занятия живописью. В 1867 году окончил ученический курс в Академии художеств, получив серебряные медали за рисунки и этюд. Вслед за этим участвовал в двух конкурсах на золотые медали по избранному им классу исторической живописи. С января 1868 года возобновил занятия в университете, теперь — на юридическом факультете. И. Е. Репин вспоминал: «…Кроме того, он [Поленов] был студентом по юридическому факультету в университете и не прекращал своих занятий и там. Писал диссертацию и сдавал экзамены. Этого периода картина его „Jus primae noctis“ („Право первой ночи“) есть плод его юридических изучений».
Первую зарубежную поездку Поленов совершил летом 1867 года, посетив Всемирную выставку в Париже. В экспозиции был большой раздел с произведениями народных художественных промыслов различных стран. Незабываемые впечатления от увиденного легли в основу магистерской диссертации («О значении искусства и его применении к ремеслу и мерах, принимаемых отдельными государствами для поднятия ремесла, внося в него художественный элемент»), которую Поленов защитил в университете. (Центральный государственный исторический архив Санкт-Петербурга. Ф. 14).

## Обзор творчества
В 1869 году за картину «Иов и его друзья» Поленов получил малую золотую медаль, а в 1871 году (вместе с И. Е. Репиным, М. М. Зеленским, Е. К. Макаровым, Е. Ф. Урлаубом — большую золотую медаль.
Окончив одновременно университетский курс по юридическому факультету в 1871 году, Поленов в 1872 году отправился за границу в качестве пенсионера Академии. Посетил Вену, Мюнхен, Венецию, Флоренцию и Неаполь, длительное время жил в Париже и написал там в числе прочего картину «Арест графини д’Этремон», обеспечившую ему в 1876 году звание академика.
Летом 1874 года работал в Нормандии (курортное местечко Вёль-ле-Роз), куда его пригласил Репин, находившийся там также как пенсионер Академии. Здесь Поленов открывает новые для себя задачи пейзажной живописи («Нормандский берег», «Рыбацкая лодка. Этрета. Нормандия»). В 1874 году его картина «Право господина» была выставлена на Весеннем Салоне в Париже. В 1875 году работал над картинами «Заговор гёзов» и «Блудный сын» (не закончены), «Семейное горе».
Возвратившись в 1876 году в Россию, вскоре отправился на сербско-черногоро-турецкую войну в армию генерала М. Г. Черняева. Под командованием полковника Андреева, в составе «летучего отряда» Поленов участвовал в сражениях, за что был награждён следующими наградами: сербской серебряной медалью «За храбрость», которую ему вручил черногорский воевода, делегат от Черногории в Верховном командовании Сербии и Черногории, Машо Врбица, сербским золотым орденом «Таковский крест» с надписью: «За веру, князя и Отечество», а также «Свидетельством о храбрости» за участие в боях 7, 8, 9 октября 1876 г., выданным художнику-добровольцу полковником Андреевым. В 1877 году, уже в ходе русско-турецкой войны, состоял при штабе в Рущукском отряде под командованием цесаревича — впоследствии императора Александра III. Всё это время Поленов сотрудничал с иллюстрированным журналом «Пчела», для которого посылал зарисовки и этюды. Среди них почти не встречаются зарисовки военных действий, а, в основном, видовые зарисовки («Вид г. Парачина», «Белград с восточной стороны», «Долина Моравы перед Делиградом»), или бытовые («Сербские конники у водопоя», «На бивуаках за Дунаем», «Тыл сербской армии»).
В 1877—1878 годах работал над этюдами к картине «Лассаль читает лекцию в рабочем клубе».
С 1870-х годов Поленов много работал в области театрально-декорационного искусства (сценографии). В 1882—1895 годах — преподаватель Московского училища живописи, ваяния и зодчества, где в числе его учеников были И. И. Левитан, К. А. Коровин, И. С. Остроухов, А. Е. Архипов, А. Я. Головин и Е. М. Татевосян.
В 1877 году Поленов поселился в Москве. Спустя год на VI Передвижной выставке Поленов показывает ставшую впоследствии его визитной карточкой картину «Московский дворик», написанную с натуры в арбатском переулке. После её оглушительного успеха художник становится родоначальником нового жанра — «интимного пейзажа». С 1879 года — действительный член Товарищества передвижных художественных выставок. Приобретает славу мастера эпического пейзажа, которую затем приумножит, поселившись на Оке и совершив путешествия по местам, связанным с колыбелью христианства.
В 1881—1882 годах отправляется вместе с экспедицией князя С. С. Абамелек-Лазарева и А. В. Прахова в своё первое путешествие на Ближний Восток и по библейским местам: в Константинополь, Палестину, Сирию и Египет, откуда привозит эскизы и наброски к масштабному полотну «Христос и грешница», а также другие картины, написанные в найденной Поленовым в поездке новой для себя манере письма («Нил у Фиванского хребта», 1881; «Первый нильский порог», не датированный; «Нил, вдали пирамиды», 1881 и др.).
Подолгу жил и работал в Абрамцеве. Очарованный природой Абрамцева, Поленов написал много прекрасных этюдов и картин («Лето. Купальный сезон в Абрамцеве», 1879;«Берёзовая аллея в Абрамцеве», 1880; «Верхний пруд в Абрамцеве», 1882, «Пруд в Абрамцеве», 1893; «Осень в Абрамцеве», 1890 и другие). Здесь же в 1879—1880 годах художник создал несколько графических портретов: А. В. Прахова (1879), Р. С. Левицкого (1879), В. П. Щеголенкова (1879), В. А. Серова (1879), Н. В. Якунчиковой (1879), К. Д. Арцыбушева (1880) и других.
В 1883—1884 годах в Италии Поленов продолжает работу над картиной «Христос и грешница», которую в 1887 году экспонирует на XV Выставке передвижников. В 1888 году пишет картину «На Тивериадском (Генисаретском) озере».
Оформил спектакль «Алая роза» С. Мамонтова (1893), оперы: «Уриэль Акоста» В. С. Серовой (1895, Большой театр), «Фауст» Ш. Гуно и «Фальстаф» Д. Верди (1895, Русская частная опера С. Мамонтова). В 1894 году выполнил декорацию к живой картине «Афродита», поставленной на Первом съезде художников, в 1897—1898 годах — эскизы декораций к опере «Орфей и Эвридика» К. Глюка в Русской частной опере.
В 1890—1900 годах создал духовные музыкальные сочинения: «Всенощная» и «Литургия». В 1902 году разработал программу стенных росписей для музея изящных искусств в Москве.

## Дом на Оке
Поленов в детстве проводил лето в имении отца «Имоченицы» в Олонецкой губернии, (ныне — Лодейнопольский район, Ленинградской области) где полюбил ширь бескрайних полей, широколиственные густые леса, спускающиеся к могучим рекам. С этими местами связаны его ранние пейзажные работы и этюды. Мечтал поселиться на лоне природы. В 1890 году приобрёл небольшое имение Бёхово в Тульской губернии, на высоком берегу над Окой. В тихом месте, в сосновом бору, чуть в стороне от села на деньги, вырученные от продажи картины «Христос и грешница», построил дом по собственному оригинальному проекту, и при доме — художественные мастерские. Усадьба была названа Борок. В 1904 году по проекту художника было возведено здание, получившее название Аббатство. В письме Ивану Владимировичу Цветаеву (27 октября 1904 года) по этому поводу Поленов замечает: «…Мы до сих пор в деревне, где я в это лето соорудил себе мастерскую, но вышло почему-то аббатство. Тем не менее я несказанно доволен: окно огромное, свет чудный. Я всю жизнь об этом мечтал, а теперь как-то не верится». Там Поленов много и продуктивно работал, охотно приглашал к себе сельских детей, проводил для них познавательные занятия и представления, развивал художественный вкус. По замыслу Поленова, усадьба должна была стать «гнездом художников», а со временем превратиться в первый провинциальный общедоступный музей. Поленов построил народный театр для крестьян и церковь Троицы Живоначальной в Бёхове (1906).
В настоящее время в усадьбе Борок (современное название — Поленово) находится Государственный мемориальный историко-художественный и природный музей-заповедник В. Д. Поленова, где сохранилась уникальная обстановка, интерьер, мебель, библиотека и предметы быта хозяина. Его первым директором был сын художника, биолог, профессор Московского университета Дмитрий Васильевич Поленов (1886—1967).
В 1899 году Поленов во второй раз отправился на Ближний Восток, чтобы собрать материал для грандиозной евангельской серии «Из жизни Христа», которую он завершил в 1909 году. Выставка этих картин имела большой успех и на момент экспозиции стала центральным событием в мире живописи.
В связи с ролью великого князя Владимира Александровича в событиях «Кровавого воскресенья» в январе 1905 года Поленов и Валентин Серов вышли из состава Академии художеств, президентом которой был Владимир Александрович.
В 1906 году в Большом зале Московской консерватории была исполнена опера Поленова «Призраки Эллады».
В 1907 году путешествует по Германии и Италии. В 1910—1911 годах снова посещает Европу.
В 1910—1918 годах Поленов вёл в Москве просветительскую деятельность, участвовал в организации народного театра.
В 1914 году в Москве была проведена выставка картин цикла «Из жизни Христа» для сбора средств в пользу раненых в Первой мировой войне.
В 1915 году художник организует Народный дом в Тарусе, который был открыт постановкой «Призраки Эллады» Для постановки Поленовым созданы декорации: Афродита на фоне неба и моря, портик храма Эрехнейтон.
В 1915—1916 годах по инициативе и эскизам Поленова архитектор О. О. Шишковский возвёл на Зоологической улице в Москве Дом для Секции содействия устройству деревенских, фабричных и школьных театров; с 1921 года — это Дом театрального просвещения имени академика В. Д. Поленова («Театральный дом»).
В 1918—1919 годах живёт в Борке, пишет картину «Разлив на Оке». В 1920—1921 годах для светового театра-диорамы в Борке исполнил шестьдесят пять небольших картин о кругосветном путешествии.
В 1924 году прошла первая персональная выставка в Государственной Третьяковской галерее, посвящённая 80-летию художника. В 1926 году Поленову присвоено звание народного художника Республики.
Художник скончался 18 июля 1927 года в своей усадьбе и был похоронен на сельском кладбище в селе Бёхово, на крутом берегу Оки, где он так часто любил рисовать этюды. Над его могилой, согласно завещанию, установлен олонецкий крест. В имении Имоченицы Олонецкой губернии 10-летний городской житель Вася Поленов когда-то впервые близко познакомился с природой.

## Семья
В. Д. Поленов был женат с 1882 года на Наталье Васильевне Якунчиковой (1858—1931), дочери московского купца и промышленника В. И. Якунчикова. От этого брака родилось шесть детей: двое сыновей (Федя, сын-первенец, умер в младенчестве, в августе 1886 года) и четыре дочери.
1. Поленов, Алексей Яковлевич
  1. Поленов, Василий Алексеевич + первый брак — Марья Андреевна (ур. Хоненева) (1786—1814) + второй брак — Елена Матвеевна (ур. Бороздина) († 05.12.1856)
    1. Поленов, Матвей Васильевич (1823—1882) — русский юрист, сенатор Правительствующего сената, тайный советник
    2. Поленов, Дмитрий Васильевич (1806—1878) — археолог, библиограф + Мария Алексеевна, урождённая Воейкова
      1. Хрущова, Вера Дмитриевна (1844—1881)[23] + Хрущов, Иван Петрович (1841—1904). Брак бездетный.
      2.  Поленова, Елена Дмитриевна (1850—1898) — художница
      3.  Поленов, Алексей Дмитриевич (1845—1918) — экономист, помещик Казинской волости Елецкого уезда, товарищ министра в правительстве П. А. Столыпина. Тайный советник.
      4.  Поленов, Константин Дмитриевич (1848—1917) — владелец хутора Анашка Саратовской губернии
      5. Поленов, Василий Дмитриевич — художник + Наталья Васильевна Якунчикова
        1. Поленов, Фёдор Васильевич (1884—1886)
        2. Поленов, Дмитрий Васильевич (1886—1967) + Анна Павловна
          1. Поленов, Фёдор Дмитриевич (1929—2000) + Лобанова, Ирина Николаевна
            1. Поленов, Лев Фёдорович + Золотова, Елена Михайловна
              1. Поленова, Анна Львовна
              2. Поленов, Иван Львович

          2. второй брак — Грамолина, Наталья Николаевна (1940—2020), заместитель директора по научной работе Дома-музея В. Д. Поленова.
            1. Поленова, Наталья Фёдоровна (р. 1975, Москва), директор Дома-музея В. Д. Поленова.

        3. Сахарова-Поленова, Екатерина Васильевна (1887—1980) + Сахаров, Николай Фёдорович (1881—1964)
        4. Поленова-Ляпина, Мария Васильевна (1891—1976). С 1924 года — в эмиграции[24]
        5. Поленова, Ольга Васильевна (1894—1973)
        6. Поленова, Наталья Васильевна (младшая) (1898—1964)

- Портрет А. В. Воейкова,
деда художника, начало 1900-х гг.
- Портрет В. Н. Воейковой,
бабушки художника, 1867 г.
- Портрет Д. В. Поленова,
отца художника, 1877 г.
- Портрет М. А. Поленовой,
матери художника, 1885 г.
- Портрет В. Д. Поленова работы Н. Д. Кузнецова, 1888 г.
- Портрет Н. В. Поленовой,
жены художника, работы Н. Д. Кузнецова, 1885 г.
- Портрет В. Д. Хрущевой,
сестры художника, 1874 г.

## Поленовский Дом
В декабре 1915 года на Медынке (ныне — Зоологическая, 13) был торжественно открыт «Поленовский Дом» — первое в мире учреждение, осуществлявшее помощь деревенским и фабричным театрам. Он был создан русским художником В. Д. Поленовым и промышленником-меценатом С. И. Мамонтовым в результате преобразования «Комиссии содействия устройству деревенских театров» при «Союзе сценических деятелей», образованной в 1909 году.
В 1915—1916 годах для «Поленовского дома» был построен необычный особняк архитектором Осипом Шишковским (по эскизам и собственному оригинальному проекту Василия Поленова, на его же средства, при поддержке Саввы Мамонтова). В здании располагались зрительный зал на 300 мест, библиотека, кабинеты для репетиций, мастерские, прокатный склад портативных декораций. Деятельность «Поленовского Дома» не прерывалась в самые трудные дни революционного лихолетья и гражданской войны. Любительские и профессиональные театры подчинили Наркомпросу как «Подотдел рабоче-крестьянского театра» ТЕО Наркомпроса.
В январе 1921 года Подотдел РКТ был преобразован в Дом театрального просвещения имени академика В. Д. Поленова («Театральный дом») для Секции содействия устройству деревенских, фабричных и школьных театров. В это время в Доме организуются новые отделы: литературный, музыкальный, школьного театра, художественно-технический. Начинает выходить журнал «Народный театр».
С 1925 года основным направлением ДТП им. В. Д. Поленова становится развитие сельской художественной самодеятельности.
19 февраля 1930 года «Поленовский Дом» получает новое название — Центральный Дом самодеятельного искусства в городе и деревне им. Н. К. Крупской (ЦДИСК). Затем решением Наркомпроса одобрен проект создания краевых и областных домов искусств. Первые девятнадцать ДИСКов стали основой вновь создаваемой методической службы народного творчества. Их организаторами были выпускники трёхгодичных мастерских Центрального Дома.
В 1936 году ЦДИСК был преобразован во Всесоюзный Дом народного творчества им. Н. К. Крупской Комитета по делам искусств при Наркомпросе СССР. В этом качестве он просуществовал до 1958 года, осуществляя методическое руководство художественной самодеятельностью всего Советского Союза.
В 1958 году ВДНТ был переименован в Центральный дом народного творчества (ЦДНТ). А в 1978 году он получил новое здание в Сверчковом переулке.
В 1979 году ЦДНТ стал Всероссийским научно-методическим центром народного творчества и культурно-просветительной работы им. Н. К. Крупской. В новом здании в Сверчковом переулке Дом расширяет свою выставочную деятельность. В фойе второго этажа организуются небольшие камерные, но очень современные по своему наполнению экспозиции. Перед перестройкой ВНМЦ вступила в Международную организацию по народному творчеству при ЮНЕСКО (IOV). 1980-е годы стали временем оживления международных контактов ВНМЦ. Работая на основе договоров о сотрудничестве с коллегами из стран социализма, они обменивались рабочими визитами и знакомились с опытом друг друга.
В 1991 году ВНМЦ был преобразован в Государственный Российский Дом народного творчества, сохранив за собой роль головной методической организации в сфере поддержки, сохранения и развития народного художественного творчества и культурного наследия народов Российской Федерации. Функции по культурно-досуговой деятельности переданы вновь организованному в то самое время Центру ремёсел. После расформирования Министерства культуры СССР и Всесоюзного НМЦ в коллектив ГРДНТ влились новые сотрудники. Ныне директор ГРДНТ — Пуртова Тамара Валентиновна. Адрес ГРДНТ: Сверчков переулок, 8, строение 3.
29 декабря 2016 года Государственному Российскому Дому народного творчества, как учреждению-правопреемнику «Поленовского дома», по письменному согласованию с представителями семьи наследников художника — правнучкой Н. Ф. Поленовой, директором музея заповедника В. Д. Поленова, и невесткой внука Н. Н. Грамолиной, заместителем директора по научной работе музея-заповедника В. Д. Поленова, в соответствии с утверждённым приказом Министерства культуры РФ от 1 июня 2011 года № 686, вернули историческое имя русского художника, академика живописи В. Д. Поленова.
Бывший «Поленовский дом» на Зоологической улице в конце осени 2020 года передан музею-заповеднику Поленова в качестве его московского филиала.

## Память
- В январе 1921 года в Москве был создан Дом театрального просвещения имени Василия Дмитриевича Поленова. В 1925 году он был переименован в Центральный Дом искусства в деревне имени Василия Дмитриевича Поленова. Приказом Наркомпроса РСФСР от 19 февраля 1930 года был переименован в Центральный дом народного творчества имени Надежды Константиновны Крупской[29].
- 2010 год — в издательстве «Молодая гвардия» была выпущена книга М. И. Копшицера «Поленов» из серии «Жизнь замечательных людей»[30].
- В 2012 году Центральный банк России выпустил серебряную коллекционную монету «Музей-заповедник В. Д. Поленова, Тульская обл.» номиналом в 25 рублей[31].
- 21 июля 2015 года — открыт памятник в виде памятной плиты с портретом художника около села Красное Знамя (бывшее Старая Ольшанка) Уваровского района Тамбовской области (где художник рисовал свои пейзажи в имении Ольшанка дворян Воейковых)[32][33].
- В июле 2015 года в городке Вёль-ле-Роз, на побережье французской Нормандии открылся сквер имени Василия Поленова (Square Vassily Polenov)[34][35].
- В Париже на доме № 31 по улице Верон 6 октября 2016 года была открыта мемориальная доска в честь Ильи Репина и Василия Поленова, снимавших здесь мастерскую[36].
- 29 декабря 2016 года Государственному Российскому Дому народного творчества возвращено историческое имя В. Д. Поленова.
- В Петрозаводске на бывшем здании Олонецкой губернской мужской гимназии, где обучался Василий Поленов (ныне в здании расположен Музей изобразительных искусств Республики Карелия), установлена мемориальная доска в честь Василия Поленова.
- 8 октября 2017 года — памятник художнику установлен в Подольске, в парке «Дубрава» микрорайона Климовск. Авторы памятника — заслуженный художник Российской Федерации, скульптор Александр Рожников и архитектор Михаил Тихомиров[37].
- В Петрозаводске 27 декабря 2018 года образована улица Поленова.
- В честь В. Д. Поленова астроном Крымской астрофизической обсерватории Людмила Карачкина назвала астероид (4940) Polenov, открытый 18 августа 1986 года.
- Государственный музей-усадьба Василия Дмитриевича Поленова (село Поленово)[38].

### В филателии и нумизматике
- Почтовая марка СССР, 1952 год: «Московский дворик». 25 лет со дня смерти В. Д. Поленова (1844—1927).
- Почтовая марка СССР, 1952 год: портрет В. Поленова работы И. Репина. «25 лет со дня смерти В. Д. Поленова (1844—1927)».
- Почтовая марка России, 2000: портрет. Картина «Воскрешение дочери Иаира»
- Почтовый блок России, 2019 г.  175 лет со дня рождения В. Д. Поленова (1844—1927).
- Монета Банка России, 2012 г. — Памятники архитектуры России: Музей-заповедник В. Д. Поленова, Тульская область. 25 рублей, серебро, реверс

## Главные произведения
- «Московский дворик» (1878)
- «Бабушкин сад» (1879)
- «Лето» (1879)
- «Заросший пруд» (1880)
- «Больная» (1886)
- «Христос и грешница» (1887)
- «Золотая осень» (1893)
- «Среди учителей» (1896)
- «Исполнялся премудрости» (1896—1909)

## Галерея
- «Московский дворик»
- «Бабушкин сад»
- «Заросший пруд»
- «Христос и грешница»
- «На Тивериадском (Генисаретском) озере»
- «Мечты (На горе)»
- «Был в пустыне»
- «Исполнялся премудрости»
- «Среди учителей»
- «Олива в Гефсиманском саду»
- «Парфенон. Храм Афины-Парфенос»
- «Эрехтейон. Портик кариатид»
- «Храм Изиды на острове Филе»
- «Источник Девы Марии в Назарете»
- «Цезарская забава»

## Публикации текстов и документов
- Поленов В. Д. Василий Дмитриевич Поленов. Письма. Дневники. Воспоминания / Сост. Е. В. Сахарова. — 2-е изд. — М.— Л. : Искусство, 1950. — 520 с.
- Поленов В. Д., Поленова Е. Д. Василий Дмитриевич Поленов. Елена Дмитриевна Поленова : Хроника семьи художников: [Письма, дневники, воспоминания] / [сост. и вступ. статья Е. В. Сахаровой]; общ. ред. А. И. Леонова. — М. : Искусство, 1964. — 838 с.